# Lucile Godbold
Lucille Ellerbe Godbold (ofta kallad "Miss Ludy"), född 31 maj 1900 i Marion, South Carolina; död 5 april 1981 i Columbia, South Carolina; var en amerikansk friidrottare. Godbold blev guldmedaljör vid den första damolympiaden 1922 och var en pionjär inom damidrott.

## Biografi
Godbold föddes i Marion County som tredje barn till familjen William Asa Godbold och dennes fru Lucie Ellebe.
Hon studerade vid Winthrop College i Rock Hill. Under collegetiden var hon aktiv friidrottare och satte flera skolrekord, hon avslutade studierna 1922.
Godbold deltog i den första damolympiaden den 20 augusti 1922 i Paris, hon var den amerikanska deltagartruppens fanbärare. Under idrottsspelen vann hon guldmedalj i kulstötning och bronsmedalj i spjutkastning och kom på fjärde plats i löpning både på 300 meter och 1000 meter.
Efter idrottsspelen började hon i september 1922 som idrottslärare vid Columbia College i Columbia där hon stannade i 58 år till sin pensionering 1980.
1961 blev Godbold som första kvinna invald i South Carolinas Athletic Hall of Fame.
Godbold dog 1981 i Columbia, Richland County och ligger begravd på "Lawtonville Cemetery" i Estill, Hampton County.